# Bois-Anzeray
 Bois-Anzeray  là một xã thuộc tỉnh Eure trong vùng Normandie miền bắc nước Pháp.